# Doki (televíziós sorozat)
A Doki (eredeti cím: Doc) amerikai kórházi drámasorozat, amely 2001. március 11-től 2004. november 28-ig futott az amerikai PAX TV-n. A sorozatot Dave Alan Johnson és Gary R. Johnson készítette, Billy Ray Cyrus főszereplésével. Öt évadot élt meg, összesen 88 epizóddal. Magyarországon az RTL Klub mutatta be 2007. szeptember 23-án.

## Cselekmény
A montanai kisvárosból származó, hagyományos értékrendet valló, istenfélő fiatal orvos, Clint "Doc" Cassidy New York-ba költözik és egy magánklinikán vállal állást. A nagyvárosi élet azonban nem problémamentes számára, miközben környezete is nehezen viseli nyers modorát.

## Szereplők
| Szereplő                    | Színész(nő)        | Magyar hang       |
| --------------------------- | ------------------ | ----------------- |
| Dr. Clint Cassidy           | Billy Ray Cyrus    | Viczián Ottó      |
| Nancy Nichols               | Andrea C. Robinson | Solecki Janka     |
| Dr. Derek Hebert            | Derek McGrath      | Besenczi Árpád    |
| Donna Dewitt                | Ruth Marshall      | Bertalan Ágnes    |
| Dr. Oliver Crane            | Ron Lea            | Haás Vander Péter |
| Tippy Williams / Tippy Doss | Paula Boudreau     | Gruber Zita       |
| Nate Jackson                | Richard Leacock    | Markovics Tamás   |
| Raul Garcia                 | Tyler Posey        | Morvai Bence      |
| Beverly Jackson             | Tracy Shreve       | Németh Borbála    |
| Justin                      | Demetrius Joyette  | Penke Bence       |
| Dr. Harley Johanson         | Neil Dainard       | Gruber Hugó       |

## Epizódok

### Évados áttekintés
| Évad | Évad | Epizódok | Eredeti sugárzás     | Eredeti sugárzás   | Eredeti adó |
| Évad | Évad | Epizódok | Évadpremier          | Évadfinálé         | Eredeti adó |
| ---- | ---- | -------- | -------------------- | ------------------ | ----------- |
|      | 1    | 11       | 2001. március 11.    | 2001. május 20.    | PAX TV      |
|      | 2    | 24       | 2001. szeptember 9.  | 2002. május 19.    | PAX TV      |
|      | 3    | 22       | 2002. szeptember 15. | 2003. május 18.    | PAX TV      |
|      | 4    | 22       | 2003. október 5.     | 2004. május 23.    | PAX TV      |
|      | 5    | 9        | 2004. október 3.     | 2004. november 28. | PAX TV      |

### 1. évad (2001)
| Sor. | Év. | Cím                                                          | Rendező           | Író                                  | Premier           |
| ---- | --- | ------------------------------------------------------------ | ----------------- | ------------------------------------ | ----------------- |
| 1.   | 1.  | Nagy város, nagy bajok (Pilot Part 1)                        | George Bloomfield | Gary R. Johnson és Dave Alan Johnson | 2001. március 11. |
| 2.   | 2.  | Az édesanya (Pilot Part 2)                                   | George Bloomfield | Gary R. Johnson és Dave Alan Johnson | 2001. március 11. |
| 3.   | 3.  | Családi ügyek (Family Matters)                               | George Bloomfield | Dave Alan Johnson                    | 2001. március 18. |
| 4.   | 4.  | Minden szinten szinte minden (All in a Day's Work)           | E. Jane Thompson  | Gary R. Johnson                      | 2001. március 25. |
| 5.   | 5.  | Tiszta szívvel (You Gotta Have Heart)                        | Larry McLean      | Joan Considine Johnson               | 2001. április 1.  |
| 6.   | 6.  | Mentősök (The Ride)                                          | George Bloomfield | Ed Tivnan                            | 2001. április 8.  |
| 7.   | 7.  | Bízz önmagadban! (Captain Supremo: Have Tights, Will Travel) | Eric Till         | Gary R. Johnson                      | 2001. április 22. |
| 8.   | 8.  | A gyógyítás művészete (The Art of Medicine)                  | Larry McLean      | Ken Hanes                            | 2001. április 29. |
| 9.   | 9.  | Rég elfeledett dolgok (You Say Goodbye, I Say Hello)         | George Bloomfield | Joan Considine Johnson               | 2001. május 6.    |
| 10.  | 10. | Siker vagy szerelem (Love or Money)                          | Larry McLean      | Gary R. Johnson                      | 2001. május 13.   |
| 11.  | 11. | Találd meg önmagad! (Face in the Mirror)                     | Terry Ingram      | John Posey                           | 2001. május 20.   |

### 2. évad (2001-2002)
| Sor. | Év. | Cím                                               | Rendező               | Író                                  | Premier              |
| ---- | --- | ------------------------------------------------- | --------------------- | ------------------------------------ | -------------------- |
| 12.  | 1.  | Vakvágányon (Blind Alley)                         | Barry Bergthorson     | Dave Alan Johnson                    | 2001. szeptember 9.  |
| 13.  | 2.  | Életem titka (I've Got a Secret)                  | Dave Alan Johnson     | Brad Markowitz                       | 2001. szeptember 16. |
| 14.  | 3.  | Jó tanácsból néha megárt a sok (Second Opinion)   | J. Miles Dale         | E.F. Wallengren                      | 2001. szeptember 23. |
| 15.  | 4.  | Ahol a szív lakozik (Home is Where the Heart is)  | Stacey Stewart Curtis | Ken Hanes                            | 2001. szeptember 30. |
| 16.  | 5.  | Könnyű préda (Easy Money)                         | Stephan Fanfara       | Ed Tivnan                            | 2001. október 7.     |
| 17.  | 6.  | A mélyben rejtőző kincs (Garbage In, Garbage Out) | Terry Ingram          | Joan Considine Johnson               | 2001. október 14.    |
| 18.  | 7.  | Az első benyomások (First Impressions)            | Holly Dale            | Kim Beyer-Johnson                    | 2001. október 28.    |
| 19.  | 8.  | Múlt és jövő (No Time Like the Present)           | Don McCutcheon        | Joan Considine Johnson               | 2001. november 4.    |
| 20.  | 9.  | Áldozatok 1. rész (Some Gave All Part 1)          | Larry McLean          | Gary R. Johnson és Dave Alan Johnson | 2001. november 11.   |
| 21.  | 10. | Áldozatok 2. rész (Some Gave All Part 2)          | Larry McLean          | Gary R. Johnson és Dave Alan Johnson | 2001. november 11.   |
| 22.  | 11. | Gúzsba kötve (Gypsies, Janitors and Thieves)      | Stephan Fanfara       | Kim Beyer-Johnson                    | 2001. november 18.   |
| 23.  | 12. | Különös karácsony (Tis the Season)                | Larry McLean          | Gary R. Johnson és Dave Alan Johnson | 2001. december 16.   |
| 24.  | 13. | A szent család (All in the Family)                | Barry Bergthorson     | Ken Hanes                            | 2002. január 6.      |
| 25.  | 14. | Az elfoglalt apa (Busy Man)                       | Miles Dale            | Brad Markowitz                       | 2002. január 20.     |
| 26.  | 15. | Szertefoszlott álmok (My Boyfriend's Back)        | Stephan Fanfara       | Kim Beyer-Johnson                    | 2002. február 10.    |
| 27.  | 16. | Rettenthetetlen (Fearless)                        | Carl Goldstein        | E.F. Wallengren                      | 2002. február 17.    |
| 28.  | 17. | Hazugságok hálója (Queen of Denial)               | Larry McLean          | Joan Considine Johnson               | 2002. február 24.    |
| 29.  | 18. | Doki vagy politikus? (Citizen Crane)              | Holly Dale            | Gary R. Johnson                      | 2002. március 3.     |
| 30.  | 19. | Életem célja (Love of the Game)                   | Larry McLean          | Gary R. Johnson és E. F. Wallengren  | 2002. március 24.    |
| 31.  | 20. | A karate kölyök (Karate Kid)                      | Don McCutcheon        | Brad Markowitz                       | 2002. március 31.    |
| 32.  | 21. | A tévéreklám (The Commercial)                     | Larry McLean          | Gary R. Johnson és Dave Alan Johnson | 2002. április 28.    |
| 33.  | 22. | Vagyok, aki vagyok (My Secret Identity)           | Stephan Fanfara       | Ken Hanes                            | 2002. május 5.       |
| 34.  | 23. | Eljár az idő (Time Flies)                         | Larry McLean          | Joan Considine Johnson               | 2002. május 12.      |
| 35.  | 24. | Rég elveszettnek hitt dolgok (Complicated)        | Holly Dale            | Gary R. Johnson és Dave Alan Johnson | 2002. május 19.      |

### 3. évad (2002-2003)
| Sor. | Év. | Cím                                                             | Rendező           | Író                                                                                   | Premier              |
| ---- | --- | --------------------------------------------------------------- | ----------------- | ------------------------------------------------------------------------------------- | -------------------- |
| 36.  | 1.  | Teljes bizalom (Full Disclosure)                                | Larry McLean      | Joan Considine Johnson és Gary R. Johnson                                             | 2002. szeptember 15. |
| 37.  | 2.  | Szorzások és osztások (On Pins and Needles)                     | Larry McLean      | Brad Markowitz és Joan Considine Johnson                                              | 2002. szeptember 22. |
| 38.  | 3.  | Isten keze (Stroke of Luck)                                     | Stephan Fanfara   | James Kahn                                                                            | 2002. szeptember 29. |
| 39.  | 4.  | Jók és gonoszak (See No Evil)                                   | Ron Lea           | Brad Markowitz és Kim Beyer-Johnson                                                   | 2002. október 6.     |
| 40.  | 5.  | Senki kisasszony (Nobody)                                       | Miles Dale        | Történet: Joan Considine Johnson és Billy Ray Cyrus Tévéjáték: Joan Considine Johnson | 2002. október 13.    |
| 41.  | 6.  | Holdtölte (Full Moon Rising)                                    | Carl Goldstein    | Mary Hanes                                                                            | 2002. október 20.    |
| 42.  | 7.  | Hétköznapi csodák (The Price of a Miracle)                      | Holly Dale        | Kim Beyer-Johnson                                                                     | 2002. november 3.    |
| 43.  | 8.  | Másodjára jobb? (Second Time Around)                            | Larry McLean      | Robert J. Brunner                                                                     | 2002. november 10.   |
| 44.  | 9.  | Az élet forgatókönyve (The Producers)                           | Otta Hanes        | Joan Considine Johnson                                                                | 2002. november 24.   |
| 45.  | 10. | A legjobb barát (Man's Best Friend)                             | Holly Dale        | Ken Hanes                                                                             | 2002. december 8.    |
| 46.  | 11. | Sürgető döntés (A Clear and Present Danger)                     | Larry McLean      | Patrick Q. Page és Gary R. Johnson                                                    | 2003. január 5.      |
| 47.  | 12. | Ne is kérdezd, miért (Don't Ask, Don't Tell)                    | E. Jane Thompson  | James Kahn                                                                            | 2003. január 12.     |
| 48.  | 13. | Várakozó angyal (Angels in Waiting)                             | Bruce Pittman     | Joan Considine Johnson                                                                | 2003. február 2.     |
| 49.  | 14. | A megtalált család (Lost and Found)                             | Stephan Fanfara   | James Kahn                                                                            | 2003. február 9.     |
| 50.  | 15. | Isten hozott New Yorkban! 1. rész (Welcome to New York: Part 1) | Larry McLean      | Gary R. Johnson és Dave Alan Johnson                                                  | 2003. február 16.    |
| 51.  | 16. | Isten hozott New Yorkban! 2. rész (Welcome to New York: Part 2) | Larry McLean      | Gary R. Johnson és Dave Alan Johnson                                                  | 2003. február 23.    |
| 52.  | 17. | Ne füstölögj, árt! (Smoke Gets in Your Eyes)                    | David Warry-Smith | Robert J. Brunner                                                                     | 2003. március 9.     |
| 53.  | 18. | Fő a biztonság (Safety First)                                   | Stephan Fanfara   | Mary Hanes                                                                            | 2003. április 13.    |
| 54.  | 19. | A kockás zászló (The Checkered Flag)                            | Ken Girotti       | Robert J. Brunner                                                                     | 2003. április 27.    |
| 55.  | 20. | Emberi értékek (Evaluate This)                                  | Don McCutcheon    | James Kahn                                                                            | 2003. május 4.       |
| 56.  | 21. | Az orvos is ember (While You Were Snoring)                      | Ron Lea           | Joan Considine Johnson                                                                | 2003. május 11.      |
| 57.  | 22. | Új élet mindenkinek (And Baby Makes Four)                       | Larry McLean      | Gary R. Johnson és Dave Alan Johnson                                                  | 2003. május 18.      |

### 4. évad (2003-2004)
| Sor. | Év. | Cím                                                    | Rendező           | Író                                         | Premier            |
| ---- | --- | ------------------------------------------------------ | ----------------- | ------------------------------------------- | ------------------ |
| 58.  | 1.  | A harcot megharcoltuk (Westbury: The Final Conflict)   | Stephan Fanfara   | Gary R. Johnson és Dave Alan Johnson        | 2003. október 5.   |
| 59.  | 2.  | A múlt viszontagságai (The Way We Were)                | Stefan Scaini     | Gary R. Johnson és Kim Beyer-Johnson        | 2003. október 12.  |
| 60.  | 3.  | Már megint ez a politika (The Candidate)               | Stephan Fanfara   | Lance Kinsey és Joan Considine Johnson      | 2003. október 19.  |
| 61.  | 4.  | Mérges ügyek (Pick Your Poison)                        | Larry McLean      | Kim Beyer-Johnson és Dave Alan Johnson      | 2003. november 2.  |
| 62.  | 5.  | Az eljegyzés hadművelet (Rules of Engagement)          | Larry McLean      | Joan Considine Johnson és Gary R. Johnson   | 2003. november 9.  |
| 63.  | 6.  | Válaszúton (Men in Tights)                             | Stephan Fanfara   | Gary R. Johnson és Robert J. Brunner        | 2003. november 16. |
| 64.  | 7.  | Gazdálkodj okosan! (Donny's Millions)                  | Holly Dale        | Gary R. Johnson és John Posey               | 2003. november 23. |
| 65.  | 8.  | Másodállás (Swing Shift)                               | John Bell         | Mary Hanes                                  | 2003. december 7.  |
| 66.  | 9.  | Nincsen rózsa, tövis nélkül (No Pain, No Gain)         | Stephan Fanfara   | Gary R. Johnson és Robert J. Brunner        | 2004. január 11.   |
| 67.  | 10. | Legyen ön is milliomos (Who Wants to Be a Millionaire) | John Bell         | Mary Hanes                                  | 2004. január 18.   |
| 68.  | 11. | Csillogás és porba hullás (Modelrageous)               | Larry McLean      | Kim Beyer-Johnson és Lance Kinsey           | 2004. január 25.   |
| 69.  | 12. | Mérgezett múlt (Arsenic & Old Spice)                   | Don McCutcheon    | Gary R. Johnson és Stephen Beck             | 2004. február 8.   |
| 70.  | 13. | És a zenekar tovább játszik (Leader of the Band)       | J. Miles Dale     | Lance Kinsey és Robert J. Brunner           | 2004. február 15.  |
| 71.  | 14. | Míg a halál el nem választ (Till Death Do Us Part)     | Ron Lea           | Joan Considine Johnson                      | 2004. február 22.  |
| 72.  | 15. | Regénybe illő helyzet (Searching for Bonnie Fisher)    | Holly Dale        | Gary R. Johnson és Stephen Beck             | 2004. április 4.   |
| 73.  | 16. | Induljon a nászmenet! (Wedding Bell Blues)             | Don McCutcheon    | Kim Beyer-Johnson és Joan Considine Johnson | 2004. április 11.  |
| 74.  | 17. | Apák és fiúk (Daddy Dearest)                           | Stephan Fanfara   | Gary R. Johnson és Dave Alan Johnson        | 2004. április 18.  |
| 75.  | 18. | Lázadás (Breaking Away)                                | J. Miles Dale     | Ken Hanes és Brad Markowitz                 | 2004. április 25.  |
| 76.  | 19. | Szigorúan piszkos ügyek (Eminent Domain)               | Stephan Fanfara   | Gary R. Johnson és Robert J. Brunner        | 2004. május 2.     |
| 77.  | 20. | A hallgatás fala (The Great Wall)                      | Ron Lea           | Ken Hanes és Stephen Beck                   | 2004. május 9.     |
| 78.  | 21. | Két tűz között (Choices of the Heart)                  | Larry McLean      | Stephen Beck és Lance Kinsey                | 2004. május 16.    |
| 79.  | 22. | Szeret, nem szeret (He Loves Me, He Loves Me Not)      | Dave Alan Johnson | Gary R. Johnson és Dave Alan Johnson        | 2004. május 23.    |

### 5. évad (2004)
| Sor. | Év. | Cím                                                | Rendező           | Író                                                                           | Premier            |
| ---- | --- | -------------------------------------------------- | ----------------- | ----------------------------------------------------------------------------- | ------------------ |
| 80.  | 1.  | Sietős nászmenet (Get Me to Church on Time)        | Stephan Fanfara   | Joan Considine Johnson                                                        | 2004. október 3.   |
| 81.  | 2.  | Eszmélés (Wake-Up Call)                            | Larry McLean      | Kim Beyer-Johnson és Gary R. Johnson                                          | 2004. október 10.  |
| 82.  | 3.  | Vaktában (Blindsided)                              | Holly Dale        | Mary Hanes                                                                    | 2004. október 17.  |
| 83.  | 4.  | Színház az egész kórház (Lights, Camera, Medicine) | J. Miles Dale     | Jean Considine és Joan Considine Johnson                                      | 2004. október 24.  |
| 84.  | 5.  | A dicsőség felhői (Nip, Tuck & Die)                | Don McCutcheon    | Homer Taylor                                                                  | 2004. október 31.  |
| 85.  | 6.  | Családfák (The Family Tree)                        | Ken Hanes         | Történet: Robert J. Brunner Tévéjáték: Dave Alan Johnson és Kim Beyer-Johnson | 2004. november 7.  |
| 86.  | 7.  | Mentőötletek (The Last Ride)                       | Larry McLean      | Jean Considine és Joan Considine Johnson                                      | 2004. november 14. |
| 87.  | 8.  | Baljós fellegek (Happy Trails)                     | Holly Dale        | Gary R. Johnson és Dave Alan Johnson                                          | 2004. november 21. |
| 88.  | 9.  | A viszontlátásig (Til We Meet Again)               | Dave Alan Johnson | Gary R. Johnson és Dave Alan Johnson                                          | 2004. november 28. |